# Ahmadabad (huyện Afghanistan)
Ahmadabad là một huyện thuộc tỉnh Paktia, Afghanistan. Dân số thời điểm năm 1999 là người.